# Regularització de la funció zeta
En matemàtiques i física teòrica, la regularització de la funció zeta és un tipus de mètode de regularització o sumabilitat que assigna valors finits a sumes o productes divergents, i en particular es pot utilitzar per definir determinants i traces d'alguns operadors autoadjunts. La tècnica ara s'aplica habitualment a problemes de física, però té els seus orígens en els intents de donar significats precisos a les sumes mal condicionades que apareixen en la teoria dels nombres.

## Definició
Hi ha diversos mètodes de suma diferents anomenats regularització de funció zeta per definir la suma d'una sèrie possiblement divergent a1 + a2 + ....
Un mètode és definir la seva suma regularitzada zeta perquè sigui ζA(−1) si es defineix, on la funció zeta es defineix per a Re( s ) gran per
{\displaystyle \zeta _{A}(s)={\frac {1}{a_{1}^{s}}}+{\frac {1}{a_{2}^{s}}}+\cdots }
si aquesta suma convergeix, i per continuació analítica en un altre lloc.
En el cas que a n = n, la funció zeta és la funció zeta ordinària de Riemann. Aquest mètode va ser utilitzat per Ramanujan per "sumar" la sèrie 1 + 2 + 3 + 4 + ⋯ a ζ( − 1) = − 1/12.
Hawking (1977) va demostrar que a l'espai pla, en el qual es coneixen els valors propis dels laplacians, es pot calcular explícitament la funció zeta corresponent a la funció de partició. Considereu un camp escalar φ contingut en una caixa gran de volum V en un espai-temps pla a la temperatura T = β−1. La funció de partició es defineix per una integral de camí sobre tots els camps φ de l'espai euclidià que s'obté posant τ = que són zero a les parets de la caixa i que són periòdiques en τ amb període β. En aquesta situació a partir de la funció de partició calcula l'energia, l'entropia i la pressió de la radiació del camp φ. En el cas d'espais plans, els valors propis que apareixen en les magnituds físiques són generalment coneguts, mentre que en el cas d'espai corbat no es coneixen: en aquest cas calen mètodes asimptòtics.
Un altre mètode defineix el producte infinit possiblement divergent a 1 a 2.... ser exp( − ζ ′ A (0)). Ray & Singer (1971) van utilitzar això per definir el determinant d'un operador autoadjunt positiu A (el laplacià d'una varietat de Riemann en la seva aplicació) amb valors propis a 1, a 2,.... , i en aquest cas la funció zeta és formalment la traça de A − s. Minakshisundaram & Pleijel (1949) van demostrar que si A és el Laplacià d'una varietat compacta de Riemann, llavors la funció zeta de Minakshisundaram-Pleijel convergeix i té una continuació analítica com a funció meromòrfica a tots els nombres complexos, i Seeley (1967) ho va estendre a l'operador el·líptic pseudo-diferencial A de la varietat Rimanniana compacta. Per tant, per a aquests operadors es pot definir el determinant mitjançant la regularització de la funció zeta. Vegeu " torsió analítica ".
Hawking (1977) va suggerir utilitzar aquesta idea per avaluar les integrals de la trajectòria en els espais temps corbats. Va estudiar la regularització de la funció zeta per tal de calcular les funcions de partició per al gravitó tèrmic i els quants de la matèria en fons corbat, com ara a l'horitzó dels forats negres i al fons de Sitter, utilitzant la relació de la transformació inversa de Mellin amb la traça del nucli de les equacions de calor.

## Exemple
El primer exemple en què la regularització de la funció zeta està disponible apareix a l'efecte Casimir, que es troba en un espai pla amb les contribucions massives del camp quàntic en tres dimensions espacials. En aquest cas hem de calcular el valor de la funció zeta de Riemann en –3, que divergeix explícitament. Tanmateix, es pot continuar analíticament fins a s = –3 on s'espera que no hi hagi pol, donant així un valor finit a l'expressió. Un exemple detallat d'aquesta regularització a l'obra es dóna a l'article sobre l'exemple detallat de l'efecte Casimir, on la suma resultant és molt explícitament la funció zeta de Riemann (i on la continuació analítica aparentment de domini lleger elimina un infinitat additiu, deixant un nombre finit físicament significatiu).
Un exemple de regularització de la funció zeta és el càlcul del valor esperat de buit de l'energia d'un camp de partícules en la teoria quàntica de camps. De manera més general, l'enfocament de la funció zeta es pot utilitzar per regularitzar tot el tensor d'energia-impuls tant en l'espai-temps pla com en corb.
El valor no regulat de l'energia ve donat per una suma sobre l'energia del punt zero de tots els modes d'excitació del buit:
{\displaystyle \langle 0|T_{00}|0\rangle =\sum _{n}{\frac {\hbar |\omega _{n}|}{2}}}
Aquí, {\displaystyle T_{00}} és el zero component del tensor energia-impuls i s'entén que la suma (que pot ser una integral) s'estén a tots els modes d'energia (positiu i negatiu). {\displaystyle \omega _{n}} ; el valor absolut que ens recorda que l'energia es pren com a positiva. Aquesta suma, tal com està escrita, sol ser infinita ( {\displaystyle \omega _{n}} és típicament lineal en n). La suma es pot regularitzar escrivint-la com
{\displaystyle \langle 0|T_{00}(s)|0\rangle =\sum _{n}{\frac {\hbar |\omega _{n}|}{2}}|\omega _{n}|^{-s}}
on s és algun paràmetre, considerat com un nombre complex. Per a s reals grans i superiors a 4 (per a l'espai tridimensional), la suma és manifestament finita i, per tant, sovint es pot avaluar teòricament.
La regularització zeta és útil, ja que sovint es pot utilitzar de manera que es conserven les diverses simetries del sistema físic. La regularització de la funció zeta s'utilitza en la teoria de camps conformes, la renormalització i en la fixació de la dimensió espai-temps crítica de la teoria de cordes.

## Relació amb altres regularitzacions
La regularització de la funció zeta és equivalent a la regularització dimensional, vegeu. Tanmateix, el principal avantatge de la regularització zeta és que es pot utilitzar sempre que falla la regularització dimensional, per exemple si hi ha matrius o tensors dins dels càlculs. {\displaystyle \epsilon _{i,j,k}}

## Relació amb la sèrie Dirichlet
La regularització de la funció zeta dóna una estructura analítica a qualsevol suma sobre una funció aritmètica f(n). Aquestes sumes es coneixen com a sèrie de Dirichlet. La forma regularitzada
{\displaystyle {\tilde {f}}(s)=\sum _{n=1}^{\infty }f(n)n^{-s}}
converteix les divergències de la suma en pols simples en el pla s complex. En els càlculs numèrics, la regularització de la funció zeta és inadequada, ja que és extremadament lenta a convergir. A efectes numèrics, una suma que convergeix més ràpidament és la regularització exponencial, donada per
{\displaystyle F(t)=\sum _{n=1}^{\infty }f(n)e^{-tn}.}
Això de vegades s'anomena transformada Z de f, on z = exp( − t ). L'estructura analítica de les regularitzacions exponencials i zeta estan relacionades.

## Història
Gran part dels primers treballs per establir la convergència i l'equivalència de sèries regularitzades amb els mètodes de regularització de la funció zeta i del nucli de calor van ser realitzats per GH Hardy i JE Littlewood el 1916 i es basa en l'aplicació de la integral de Cahen-Mellin. L'esforç es va fer per obtenir valors per a diverses sumes condicionalment convergents i mal definides que apareixen a la teoria dels nombres.
Pel que fa a l'aplicació com a regulador en problemes físics, abans de Hawking (1977), J. Stuart Dowker i Raymond Critchley van proposar el 1976 un mètode de regularització de funció zeta per a problemes físics quàntics. Emilio Elizalde i altres també han proposat un mètode basat en la regularització zeta per a les integrals {\displaystyle \int _{a}^{\infty }x^{m-s}dx}, aquí {\displaystyle x^{-s}} és un regulador i la integral divergent depèn dels nombres {\displaystyle \zeta (s-m)} en el límit {\displaystyle s\to 0} veure renormalització. També a diferència d'altres regularitzacions, com ara la regularització dimensional i la regularització analítica, la regularització zeta no té contratermes i només dóna resultats finits.